# Saint-Denis (Italie)
Pour les articles homonymes, voir Saint-Denis.
Saint-Denis est une commune  italienne de la région Vallée d'Aoste.

## Géographie

Localisation de la commune de Saint-Denis à l'intérieur de la Vallée d'Aoste.

## Histoire
Le nom de la commune se réfère au premier évêque de Lutèce. La paroisse de Saint-Denis est déjà citée dans la bulle du Pape Innocent III du 12 mai 1207. 
Le cadastre sarde de la paroisse de Saint-Denis terminé le 10 décembre 1770 dressé par l'« estimateur d'office » Joseph Savey de Saint-Pierre-d'Albigny en Savoie relève 9.086 parcelles pour 346 propriétaires-contribuables.

## Économie
Saint-Denis fait partie de l’unité des communes valdôtaines du Mont-Cervin.
Entre 2011 et 2012, sur le territoire de Saint-Denis ont été installées les trois premières éoliennes de la Vallée d'Aoste.
Au lieu-dit Lavesé se situe un mayen transformé en Centre de développement durable et auberge.

## Culture

### Monuments et lieux d’intérêt
- Le château des barons de Cly ;
- La chapelle Saint-Évence ;
- Les ruines du hameau Barmaz ;
- Le chemin des vignobles le long de la via Francigena ;
- La zone xérique de Grand Bruson - Cly.

### LaFête du gui
Voir lien externe au fond de l'article.
Cette fête est célébrée au début de décembre, lors de la récolte du gui, élément très important de la tradition celtique.

## Administration
| Période                                  | Période           | Identité       | Étiquette     | Qualité |
| ---------------------------------------- | ----------------- | -------------- | ------------- | ------- |
| 9 mai 2005                               | 24 mai 2010       | Guy Théodule   |               | Syndic  |
| 24 mai 2010                              | 22 septembre 2020 | Franco Thiébat | Liste civique | Syndic  |
| 22 septembre 2020                        | En cours          | Guy Théodule   | Liste civique | Syndic  |
| Les données manquantes sont à compléter. |                   |                |               |         |

### Hameaux
Barme-des-Valtournains, Bédeugaz, Blavesse, Celliers-Neufs, Champillon, Chouac, Clou, Cly, Cret-de-Gilles, Cuignon, Del, Étrobléaz, Farys, Goillaz-dessous, Goillaz-dessus, Gottroisa, Grand-Bruson, Grenella, Grossa-Golliana, Gubioche, Maisoncle, Moral, Orsières, Pecca, Petit-Bruson, Plantéry, Plau, Polalonge, Raffort, Roteus, Rovarey, Semon, Sessina, Saint-Évence, Vieille

### Communes limitrophes
Antey-Saint-André, Chambave, Châtillon, Pontey, Torgnon, Verrayes

## Galerie de photos

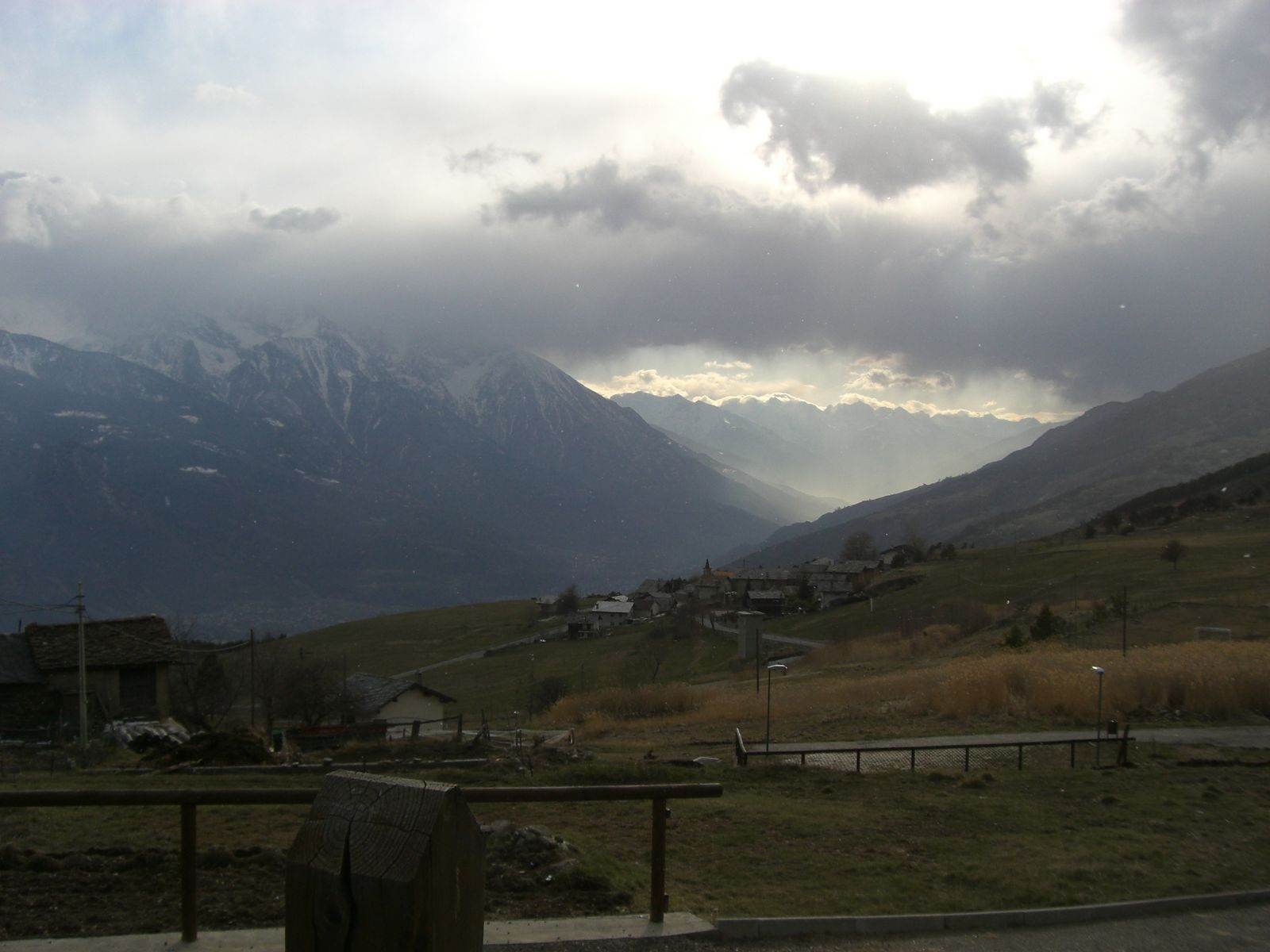
Panorama vers le chef-lieu et la vallée centrale du hameau Plau. Au fond on entrevoit Aoste
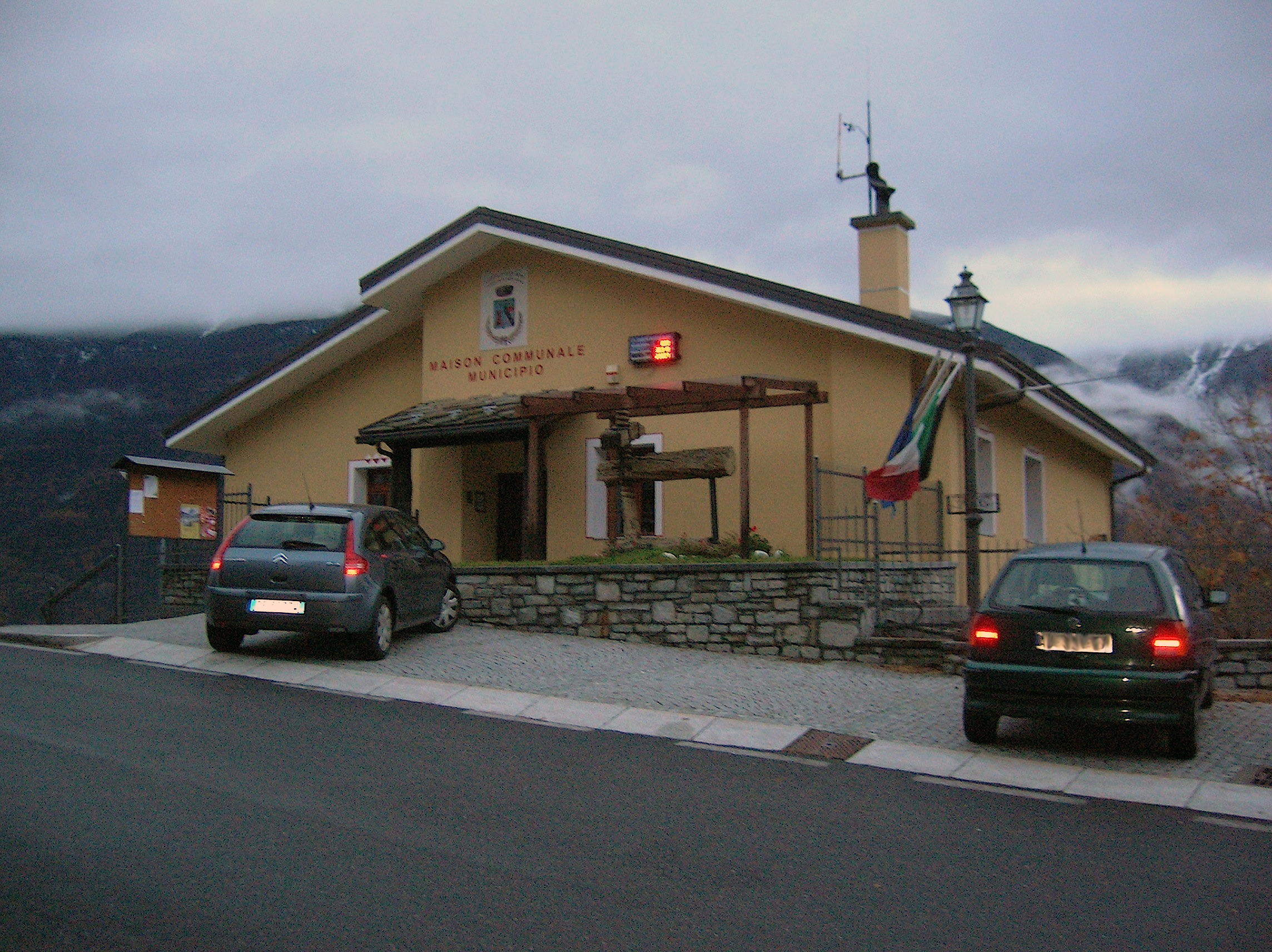
La maison communale
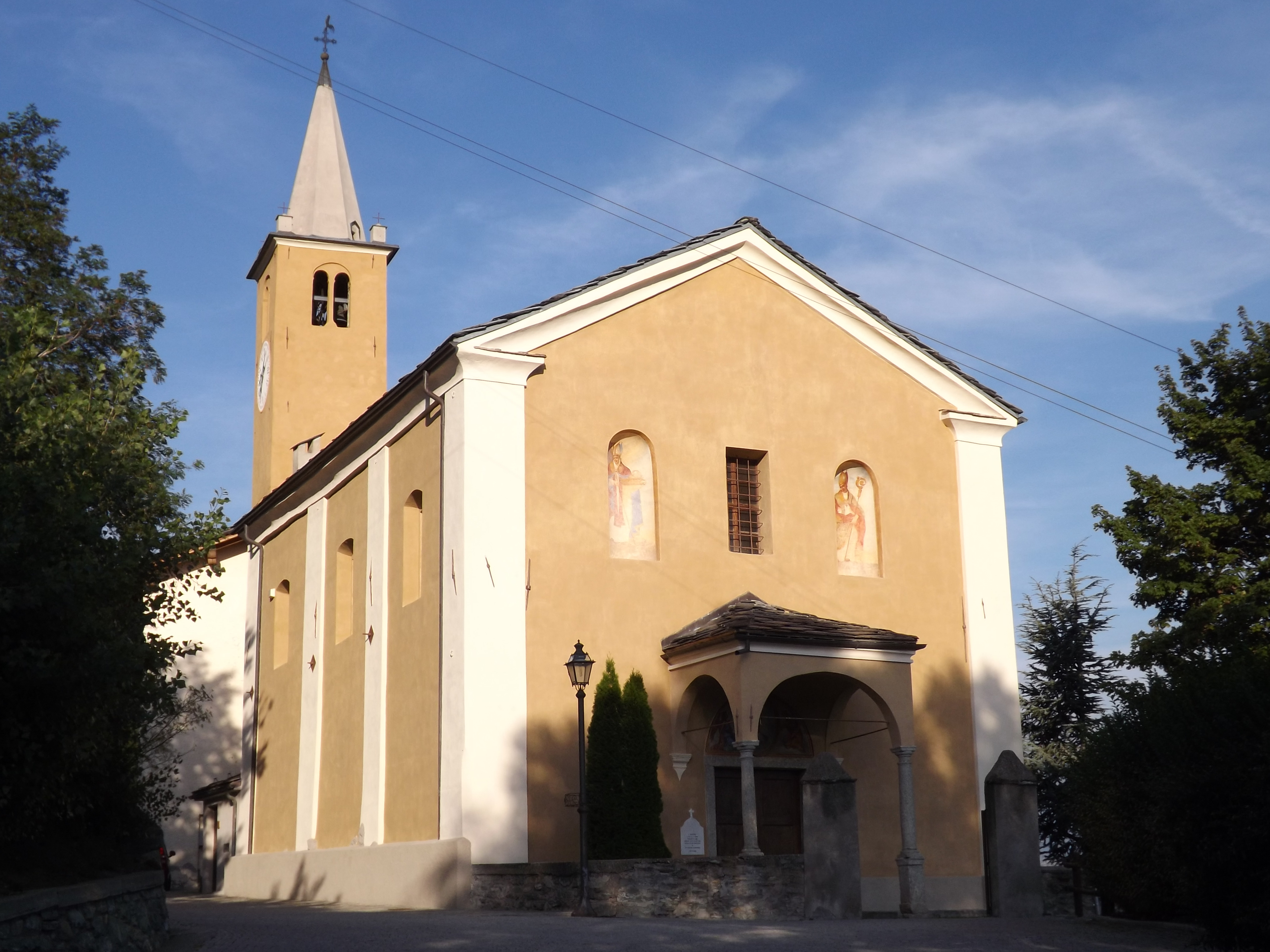
L'église paroissiale Saint-Denis
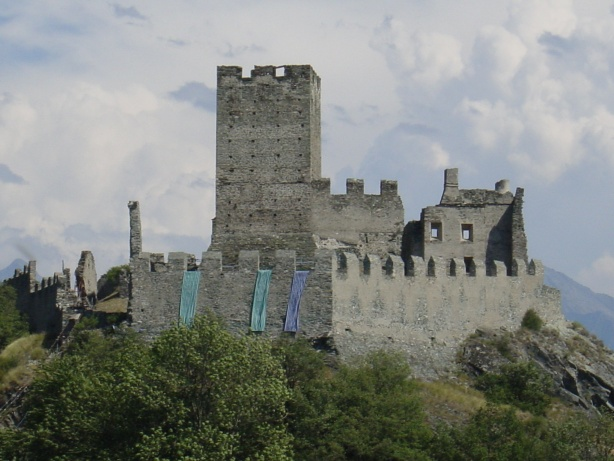
Vue du château de Cly
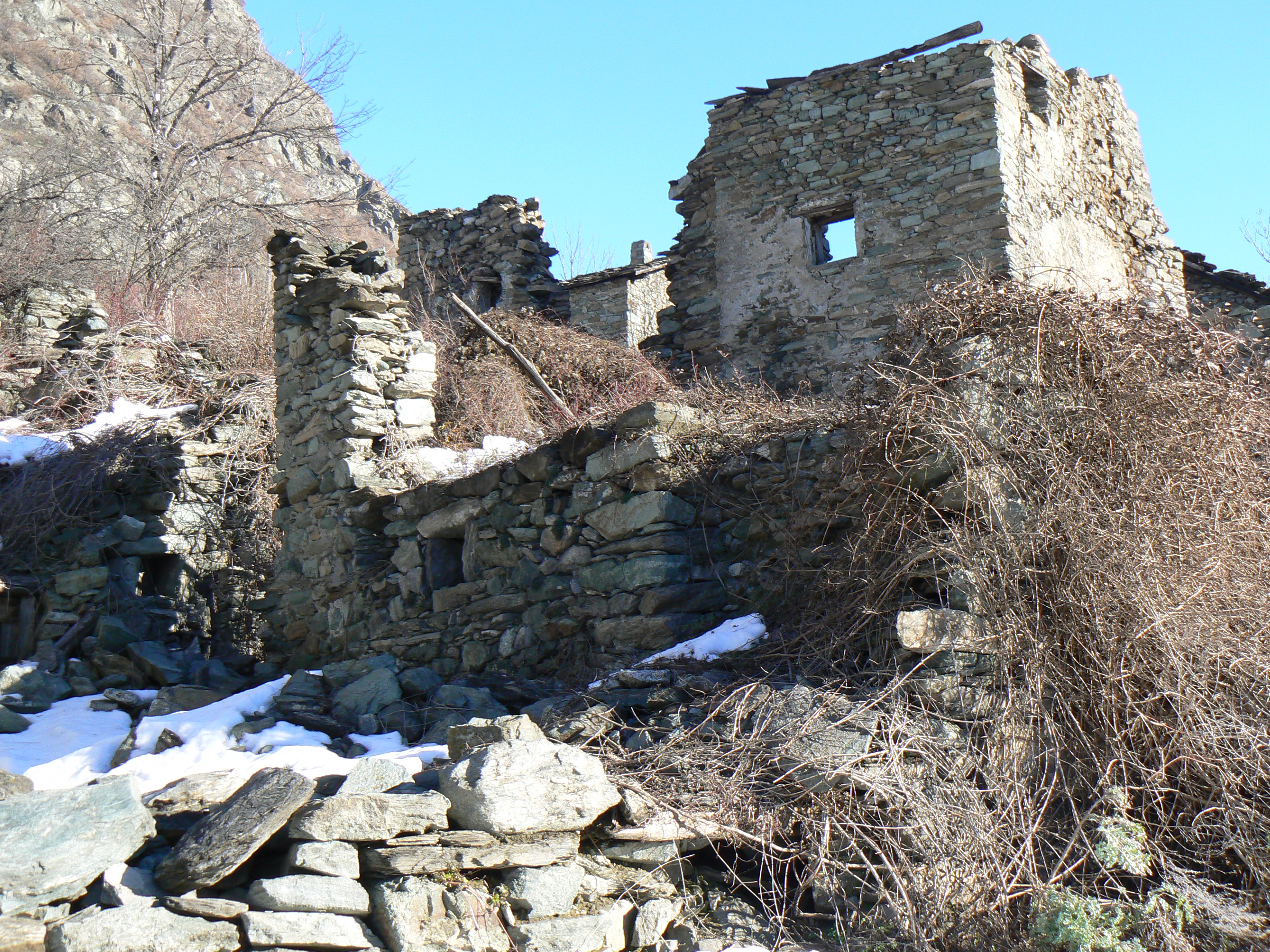
Les ruines du hameau Barmaz, le long de la via Francigena